# ویلیام رابرت گروو
ویلیام رابرت گروو (انگلیسی: William Robert Grove؛ زاده ۱۱ ژوئیهٔ ۱۸۱۱ درگذشته ۱ اوت ۱۸۹۶) یک فیزیک‌دان، شیمی‌دان، مخترع، و وکیل اهل بریتانیا بود.